# The Spy Who Loved Me
The Spy Who Loved Me è un videogioco sparatutto pubblicato nel 1990 da Domark per gli home computer Amiga, Amstrad CPC, Atari ST, Commodore 64 e ZX Spectrum. Ispirato al film La spia che mi amava, nel videogioco s'impersonano i panni di James Bond alla guida di una Lotus Esprit e di mezzi acquatici, con visuale dall'alto; solo nelle versioni a 16 bit sono presenti anche scene a piedi con visuale in prima persona. Era prevista anche una versione per IBM PC, ma non ci sono evidenze della sua effettiva pubblicazione.
The Spy Who Loved Me fu l'ultimo di cinque giochi per computer sull'agente 007 pubblicati dalla Domark nella seconda metà degli anni '80, il precedente era Licence to Kill; successivamente la Domark ne pubblicò solo un altro per console, The Duel.

## Trama
La trama è basata su quella del film, anche se le fattezze dei protagonisti sono diverse da quelle degli attori. James Bond collabora con l'agente sovietica Anya Amasova per fermare Karl Stromberg, che ha rubato due sottomarini nucleari e ha come base la fortezza subacquea Atlantis in Sardegna. James ha in dotazione un'automobile super-attrezzata, in grado di trasformarsi anche in un veicolo sottomarino. Nelle versioni a 8 bit si svolgono soltanto viaggi e combattimenti a bordo di mezzi, mentre in quelle a 16 bit ci sono ulteriori scene: la battaglia dentro la petroliera di Stromberg e il salvataggio finale di Anya ad Atlantis, dove si affrontano anche Squalo e Stromberg in persona.

## Modalità di gioco
Tutto il gioco nelle versioni a 8 bit, e gran parte nelle versioni a 16 bit, è costituito da differenti sequenze di guida con visuale dall'alto e scorrimento verticale verso l'alto, simili al classico Spy Hunter. Il mezzo, variabile a seconda della scena, è controllato con accelerazione e decelerazione, spostamento laterale, fuoco con l'arma primaria e attivazione dell'eventuale sistema di difesa. A seconda del mezzo ci sono fino a tre tipi di armi, come mitragliatrice, missili e laser, e tre tipi di difese, come fumogeno e corazza. Si possono ottenere raccogliendo power-up oppure salendo con l'auto sul camion di Q, dove si possono acquistare varie componenti spendendo gettoni precedentemente raccolti sulla strada. Oltre agli attacchi nemici si deve evitare di urtare ostacoli o investire innocenti.
Nelle versioni a 16 bit sono presenti anche livelli con visuale in prima persona fissa, dove si spara con la pistola tramite un mirino controllabile anche con il mouse. I nemici sono gli sgherri di Stromberg e si hanno munizioni limitate, recuperabili colpendo i caricatori rilasciati dagli avversari. Inoltre i livelli di guida mostrano sul lato sinistro dello schermo una mappa dell'intero percorso e ci sono introduzioni testuali a ogni livello.
Le scene di gioco sono le seguenti:
1. Si guida prima la Lotus, lungo una strada stretta e tortuosa, priva di nemici ma con molti ostacoli, mentre i coni stradali sono innocui. Poi si guida un motoscafo, evitando le banchine e i motoscafi nemici.
2. Si guida prima la Lotus normale e si incontra anche il camion di Q, dove tra l'altro si deve acquistare il sistema di guida sottomarino, altrimenti si dovrà ripercorrere questa fase. Quindi si pilota la Lotus in versione subacquea contro sommozzatori, veicoli e boss sottomarini.
3. (solo 16 bit) Mentre James cerca di raggiungere la sala di controllo della petroliera aggrappato a una telecamera di sicurezza, il giocatore controlla Anya in prima persona e deve sparare alle guardie per proteggerlo.
4. (solo 16 bit) Per fermare i sottomarini nucleari, si digitano codici in un tastierino numerico risolvendo un piccolo rompicapo.
5. Si guida una moto d'acqua in mare aperto contro imbarcazioni nemiche.
6. (solo 16 bit) Si controlla James in prima persona nello scontro finale in un corridoio di Atlantis. Bisogna anche evitare di colpire Anya che Stromberg userà come ostaggio.

Il brano musicale (non presente su Spectrum 48k) è un riarrangiamento funky del tema di James Bond.